# バスターのバラード
『バスターのバラード』 (The Ballad of Buster Scruggs) は、2018年のアメリカ合衆国の西部劇映画。監督・脚本はコーエン兄弟。出演はジェームズ・フランコ、ブレンダン・グリーソン、ゾーイ・カザン、リーアム・ニーソン、ティム・ブレイク・ネルソン、トム・ウェイツら。本作は6つの章から成り立つオムニバス映画である。
第75回ヴェネツィア国際映画祭脚本賞受賞。第91回アカデミー賞脚色賞、歌曲賞、衣装デザイン賞ノミネート。

## あらすじ

### バスターのバラード
カウボーイのバスター・スクラッグスは白馬のダンに乗って旅をする。彼は白い服を装い、歌うことが好きな陽気なカウボーイだが、生粋の無法者としても知られている。彼は、道中のバーでウイスキーを注文する。そのバーは無法者たちが集うバーであったため、陽気ないでたちのバスターは注文を断られてしまう。バスターは店の客と口論になり、店の客とオーナーをいとも簡単に銃殺する。次の町でバスターは入り口で銃を預けなければならない酒場に入る。バスターは入れ違いで出て行った客の代わりに、ポーカーゲームに参加しようとする。だが、先客の手札があまりにも悪かったため、ゲームから抜けようとする。だが、ゲームに参加しているカーリー・ジョーと名乗る男が拒否し、隠し持っていた銃で脅す。バスターは機転を利かせ、テーブルを利用してジョーを殺す。ジョーが死んだことで場内は静まり返るが、バスターは歌で場を盛り上げる。そこに、ジョーの弟が決闘を申し込む。バスターはジョーの弟をあっさりと射殺するが、直後に現れた別の流れ者との決闘に敗れ殺されてしまう。バスターの亡霊と流れ者は共にデュエットを歌う。

### アルゴドネス付近
若いカウボーイが、草原に孤立する銀行へ強盗に入ると、そこには老人の銀行員が一人いるだけである。銀行員に銃を突きつけ金を奪おうとするが、銀行員が機転を利かせあっさり倒されてしまう。目が覚めると、絞首刑の寸前である。そこに、コマンチ族が到来し、監視していた保安官たちを皆殺しにする。コマンチ族はカウボーイに危害を加えずに去る。家畜商人が通りかかり、カウボーイを救助する。その時、奥から別の保安官たちがやってくる。実は家畜泥棒である家畜商人は逃げ、カウボーイは保安官に捕まる。カウボーイは家畜泥棒と間違えられ、絞死刑に処される。

### 食事券
老いた興行師と四肢が欠損した青年ハリソンはワゴンで旅興行をする。ハリソンはパーシー・ビッシュ・シェリーの『オジマンディアス』、カインとアベルの聖書の物語、ゲティスバーグ演説、シェイクスピアなどを暗唱して見せ、観客からおひねりをもらう。やがて、娯楽の少ない小さな町を回るほどに利益は減る。興行師は別の興行師から計算ができる鶏を購入し、ハリソンを真冬の川に投げ捨てる。

### 金の谷
人里離れた山の奥。一人の老山師は砂金を掘る。ある日、ついに山師は鉱床を掘り当てるが、背後から若い男に撃たれる。若い男が金を盗むため穴に入ると、山師は起き上がり若い男を返り討ちにする。若い男の放った銃弾は急所をそれていたため山師は死なず、傷口を洗い、金を採掘する。最後に、若い男を埋葬し山を離れてゆく。

### 早とちりの娘
アリス・ロングボウと兄のギルバートは新天地を求め、オレゴンへ向かってキャラバンと共に旅をする。ところが、旅の最中にギルバートがコレラで死亡してしまう。ギルバートを失い右も左もわからなくなったアリスは、キャラバンの護衛のビリーとアーサーに面倒を見てもらうようになる。ギルバートがワゴンを導くために雇ったマットという男が報酬を催促する。アリスはギルバートの所持金を見つけられないため、ビリーたちに助言を求める。アリスはビリーたちと行動を共にするうちに、ビリーの不器用ながら誠実な人柄に惹かれていき、ビリーもアリスに惚れてしまう。ビリーはアリスにプロポーズをし、アリスは承諾する。ある日、アリスがペットの犬とともにプレーリー・ドッグとじゃれ合っていると、ネイティヴ・アメリカンの軍団がやって来て銃撃戦になる。戦いの最中アーサーは怯えるアリスを荒地の窪みに隠して銃を渡し、アーサーが死んだら慰み者になる前に自殺するよう指示する。多勢に無勢であったが、軍団のリーダーの馬がプレーリー・ドッグの掘った穴につまづいてリーダーが落馬して死に軍団は撤退し、銃撃戦は終息したように見える。しかし馬の裏側に潜んで近づいてきた軍団の戦士にアーサーは斧で殴られて地面に激しく倒れる。とどめを差される寸前にアーサーは相手を撃ち抜き生き残るが、アリスはアーサーが死んだと早とちりし、頭を撃ちぬき自殺している。

### 遺骸
フォートモーガンに向かう馬車に老婦人、猟師、フランス人の男、アイルランド人の男とイギリス人の男の二人組の5人が乗っている。アイルランド人とイギリス人は馬車の上に死体を載せている言う。猟師はかつて言葉の通じないネイティブ・アメリカンの女と暮らしていたことを話し、人間は根っこでみな同じだと言う。老婦人は人間には潔白と罪の二種類に分かれると反駁し、3年間別居していた大学講師の夫に会いに向かう途中だと言う。フランス人は二人に反駁し、人はそれぞれ違うものだと言う。老婦人は言い争いに興奮して発作を起こし、フランス人は御者に馬車を止めるよう言うが御者は拒否する。アイルランド人が歌で皆をなだめる。イギリス人は、アイルランド人と組んで賞金稼ぎをしていると言い、自分が気を引く隙にアイルランド人が相手を仕留めるのがやり口だと言う。馬車はホテルに着き、二人組は死体を下ろして部屋に運ぶ。残りの三人は二人組の話に動揺しながら、ホテルに入る。

## キャスト
※括弧内は日本語吹替。
バスターのバラード
- バスター・スクラッグス - ティム・ブレイク・ネルソン (上田燿司)
- キッド - ウィリアム・ワトソン
- 酒場にいたフランス人 - デヴィッド・クラムホルツ
- 酒場のピアニスト - E・E・ベル
- カーリー・ジョー - クランシー・ブラウン (土師孝也)

アルゴドネス付近
- カウボーイ - ジェームズ・フランコ (小松史法)
- 銀行員 - スティーヴン・ルート (茶風林)
- 黒服の男 - ラルフ・アイネソン (仲野裕)
- 家畜商人 - ジェシー・ルークン

食事券
- 老いた興行師 - リーアム・ニーソン (土師孝也)
- ハリソン - ハリー・メリング (木村良平)

金の谷
- 老山師 - トム・ウェイツ（浦山迅）
- 若い男 - サム・ディロン

早とちりの娘
- アリス・ロングボウ - ゾーイ・カザン (清水理沙)
- ビリー・ナップ - ビル・ヘック (鶴岡聡)
- アーサー - グラインジャー・ハインズ（仲野裕）
- 男性 - ジャッカモル・バゼル
- ギルバート - ジェファーソン・メイズ（上田燿司）
- マット - イーサン・デュビン

遺骸
- 老婦人 - タイン・デイリー（伊沢磨紀）
- アイルランド人の男性 - ブレンダン・グリーソン (茶風林)
- イギリス人の男性 - ジョンジョ・オニール（内田夕夜）
- フランス人の男性 - ソウル・ルビネック (牛山茂)
- 猟師 - チェルシー・ロス (宝亀克寿)
- その他の日本語吹き替え：佐藤しのぶ／臼木健士朗／田所陽向／こばたけまさふみ／下川涼／岡井カツノリ／樋山雄作／宮崎敦吉／櫻庭有紗／夏目あり沙／水神のりこ
- 日本語版スタッフ：演出：打越領一、翻訳：柳澤由美、録音・調整：猪本純、録音スタジオ：オムニバス・ジャパン、制作：ACクリエイト

## 製作

### プリプロダクション
2017年1月、コーエン兄弟がアンナプルナ・テレビジョンと共同でドラマシリーズを作ることが発表された。同年8月、Netflixが本作の配給権を獲得した。当初は6つのパートから連なるテレビシリーズとして計画されていたが、コーエン兄弟の物語を一気に見れるように脚本を構築して映画とした。
2017年から2018年の初めまでに、ジェームズ・フランコ、ゾーイ・カザン、タイン・デイリー、ウィリアム・ワトソン、ラルフ・アイネソン、ティム・ブレイク・ネルソン、スティーヴン・ルート、リーアム・ニーソン、ブレンダン・グリーソンがキャストに加わった。

### 撮影
撮影は、パンハンドルやニューメキシコ州で行われた。ニューメキシコではコーエン兄弟の過去作『ノーカントリー』や『トゥルー・グリット』の撮影も行われている。ジョエル・コーエンは本作の撮影が身体的に厳しいものだったと語っており、厳しい気候、日よけの無いセット、広い場所でのロケなどを挙げ、ジョエルは「若い頃だったらそれほどつらくなかったでしょうが。」と語っている。

## 評価
本作は批評家・観客双方から高く評価されている。Rotten Tomatoesでは138の批評家レビューのうち93%が支持評価を下し、平均評価は10点中7.7点となった。サイトの批評家の総合的な見解は「『バスターのバラード』はコーエン兄弟十八番の暗いドラマとブラック・コメディの融合が上手く行われているおかげで、作品に一貫性が生まれオムニバス映画特有のまとまりのなさという欠点を回避している。」である。Metacriticでは46のユーザーレビューに基づいて、平均評価は100点中78点となった。